# 勇者王ガオガイガーシリーズの登場人物
- 勇者シリーズ
  - 勇者王ガオガイガー > 勇者王ガオガイガーシリーズの登場人物
  - 勇者王ガオガイガーFINAL > 勇者王ガオガイガーシリーズの登場人物

本項目では、メディアミックス作品『勇者王ガオガイガー』のうち、テレビシリーズ並びにOVA『勇者王ガオガイガーFINAL』に登場する架空の人物について詳述するものとする。関連作品の一つである『ベターマン』、および続編小説『覇界王〜ガオガイガー対ベターマン〜』が初出の登場人物については、各項目を参照。
以下、特記のない限り本文中における年代は作中のそれとして記載するとともに、各登場人物の年齢についても初出時のそれを起点として記すものとする。また、項目内で各登場人物が属する節については、『覇界王』完結時の肩書に準拠するものとする。

## GGG
獅子王凱（）
声 - 檜山修之
本作品の主人公の一人で、GGGに所属する20歳の青年。血液型はA型、星座は獅子座。
世界的な科学者である父と、宇宙飛行士の母の間に、一人息子として1985年に生を受けた凱は、自身も母の意志を継ぐ形で、2003年に弱冠18歳にして史上最年少の宇宙飛行士となるものの、同年にギャレオリア彗星観測のためスペースシャトル「スピリット号」の初フライトに臨んだ際、外宇宙より飛来したEI-01（パスダー）と接触。瀕死の重傷を負いながらもギャレオンによって救われ、麗雄によるサイボーグ手術と、ギャレオンがもたらした「Gストーン」の力により、正義のサイボーグとして復活を果たすこととなる。もっとも、サイボーグ手術を受けてから復活に至るまでの間、凱は実に1年間にわたってGGGベイタワー基地内の「Xルーム」にて昏睡状態にあり、ここを訪れた命がセキュリティの誤作動で危機に陥った際、それに反応して意識を取り戻したという経緯を持つ。
復活の後、EI-01の出現をきっかけに設立された組織「GGG（ガッツィー・ジオイド・ガード）」の一員となり、同組織の「機動部隊」隊長として、地球外生命体の脅威から人類を守る「勇者」としての任務につくこととなる。後にEI-02が出現し、それに呼応してGGGに収容されていたギャレオンが覚醒すると、Gストーンを介してギャレオンと結びつきを持つ凱は、これとフュージョンしてメカノイド「ガイガー」、さらにガオーマシンとの合体で勇者王ともいうべきスーパーメカノイド「ガオガイガー」となり、本格化するゾンダーとの戦いに立ち向かっていくこととなる。
前述した経緯から夢や希望を失っている身の上であるのに加えて、人類の危急存亡という重責までも負う立場であるものの、機動部隊隊長として常に勇者として振る舞うことを己に義務付け、不幸な出来事の数々さえも熱い心で乗り越える熱血漢であり、同時に実戦に際しても度重なる逆境を乗り越える、適切な状況判断と決断力も備えている。こうした部分、それに嫌味のない立ち居振る舞いもあってか、GGGのメンバーからは絶大な信頼を寄せられ、特別隊員として関わりを持つようになった護とも兄弟のような関係を構築するなど、基本的には誰からも好意を寄せられることの多い人柄の持ち主である。その一方で、主に護などから「オジサン」と言われると、これでもまだハタチだと大人気なく反論したり、嫌いな食べ物がコンニャクだったりと、意外な一面も持ち合わせている。
高校時代からの付き合いである命とは相思相愛の仲であり、彼女の前だけでは勇者ではなく、人間としての凱の顔を見せる他、サイボーグ化したボディの右胸内には命からお守りとして渡されたペンダントを忍ばせているが、一方で前述した立場もあってか、ゾンダーとの戦いが終わるまで命とは恋人関係にはならないと互いに約束を交わしてもいる。また、命がGGGへの所属を表明し、凱への助力を申し出た際には、自分が普通の人間でなくなったことを悲痛なまでに力説したこともあるが、これは命から「危険に巻き込むまいとするためにわざと言っている」と指摘されており、凱もそれを否定していない。
サイボーグとして、実に600万馬力という人智を超えたパワーを発揮することのできる凱であるが、一方でガオガイガーとしての度重なる戦闘でかかる負担に加え、凱自身も自らの生命をなげうつことを厭わない節があるために、度々瀕死の危機に陥ることも少なくはなく、時にはコンディションが万全でない状態での苦闘を強いられることもあった。テレビシリーズ最終盤ではそれに加えて、木星での機界原種との決戦に際して麗雄を喪い、さらに戦いに終止符を打ったかに見えた直後には、機界新種（ゾヌーダ）と化した命と干戈を交えることを余儀なくされてしまうが、文字通りの死闘の末に奇跡ともいうべき浄解能力を発現させ、命を元の姿に戻すだけにとどまらず、自らもまた失われていた人間の姿を回復し、サイボーグ体とGストーンとの融合によって超進化生機融合体「エヴォリュダー」への進化を果たすに至った。
機界文明の脅威から地球を救った後も、エヴォリュダーとしての様々な特殊能力、そして新生勇者王「ガオファイガー」を駆使し、引き続きGGG機動部隊隊長として犯罪組織などとの戦いに従事していた凱は、やがて地球圏へと持ち込まれた「Qパーツ（パスキューマシン）」を巡り、再び地球外からの脅威との対決に直面することとなる。続編OVA『ガオガイガーFINAL』にて描かれた、新たなる脅威であるソール11遊星主との戦いでは、彼らの巧妙な策略によって孤軍奮闘を強いられた末に敗北、一時はケミカルボルトで操られてしまうが、護と命の協力による浄解で遊星主の支配下から脱した後、「ジェネシックガオガイガー」で最後の戦いに臨み、傷つきながらもこれを打倒する。
続編小説『覇界王』では、ギャレオリア・ロードによって三重連太陽系からの脱出を試み、辿り着いた次元の狭間オレンジサイト内にてトリプルゼロに侵食されたGGGの仲間と、「覇界王」と化したジェネシック・ガオガイガーを止めるべく、木星の次元ゲートより帰還を果たす。これは地球時間にして2017年の出来事であるが、三重連太陽系にて過ごした時間がほんの数週間だったことから、肉体年齢は地球を離れた2007年の時点から変わらず22歳のままとなっており、作中ではその間に自身と同年代となっていた護との再会に、驚きながらも喜ぶ様子を見せていた。以降はたった一人の「GGGグリーン」として、その長官代理と機動部隊隊長とを兼任しつつ、自身もプロトタイプ・ファントムガオーを新たな乗機として前線に立ち、時にはベターマン・ラミアを始めとしたソムニウムたちとも共闘しながら、GGGの全メンバーを救い出すことに成功する。一方で、ラミアからは「元凶なりし者」とも呼ばれていたが、その真意は一転して彼らが戦いを挑んできた、物語最終盤にて明らかにされる。実は凱自身も、他の仲間たちと同様にトリプルゼロに侵されながらも、Gストーンのおかげでかろうじて踏みとどまっていた状態であり、ラミアたちの取った行動もまた、いつ覇界王と化すか分からない不発弾のような状態の凱をそのままにはしておけないためであった。敢えて敵対に及ぶことで覚醒を促し、トリプルゼロで変質したGストーンを、エメラルドグリーンの輝きを放つアニムスの花として咲かせパトリアの実として実らせることで、凱の肉体から覇界王の力の浄解と摘出を実行しようとしたソムニウムたちの作戦は、ラミアが己の命まで賭した行動によって成功し、侵食が取り除かれた凱は命と同様のセミエヴォリュダーとなった。
すべての戦いが終わり、2018年6月に命と結婚式を挙げたのを経て、外宇宙にトリプルゼロが漏れ出す次元ゲートが発生していないかを調査するため、J・ルネ・命・ギャレオンと共にジェイアークで旅立った。
- 企画時の名称は「ガッディー」。いずれも実現には至らなかったものの、「ガッディーがラーメン屋台を営むサイボーグで、ラーメン拳法の使い手としてナルトパンチを放つ」「ラーメン屋台がガッディーのアーマーとして装着される」といったアイディアが提案されていたことを、後年米たにヨシトモが自身のコラムの中で述懐している。この他にも、木村貴宏にキャラクターデザインのオファーがなされた際、米たにから提示されたアイディアメモには、マグマ大使を思わせるサイボーグが描かれていたことを木村が証言している。米たにによるアイディアスケッチにはこの他にも、「体型を変身サイボーグ1号っぽく」との注文が記されたものも存在し、実際に放送当時にはタカラより関連アイテムの一つとして、「DX変身サイボーグ 獅子王ガイ」が商品化されている。
- 演者である檜山はオーディションで選ばれ、「凱はこの人しかいない」と音響監督やプロデューサーも含め満場一致であったことを、後に米たにが明かしている。放送当時、人間性を掘り下げていくという風潮もあったことから、檜山は当初凱というキャラクターをどう演じていこうか、サイボーグになってしまった陰の部分や人ならざる者の苦悩を表現すべきか迷ったといい、第1話のアフレコの際に米たにや、音響監督の千葉耕市に質問を投げかけたところ、「そういうのは一切いらない、100%前向きな勇者で」と返され、それでさらに面白みとやりがいを感じたと振り返っている。これについて米たには、『ガオガイガー』という作品が子供向けであることから、爽快な感じ、突き抜けて明るいものが欲しかったと語っており、同時に作品的にちょっとつらい部分や悲しいシーンがあっても、そういう時でも凱がいれば安心できるというようなキャラクターにしたかった、という意図もあったという。

天海護（）
声 - 伊藤舞子
「カモメ第一小学校」の3年1組に在籍する8歳の少年。血液型はO型、星座は天秤座。
明るく素直な性格で、うれしい時に飛び出す「うわっはー！」という口癖を持つ、どこにでもいるようなゲーム好きの小学生である一方、それとは裏腹な数奇な出自の持ち主でもある。元々護は1997年のある冬の日に、ギャレオンとともに地球へと飛来した異星の子どもであり、まだ生まれて間もない彼は北海道にてギャレオンに遭遇した天海夫妻へと託されている。以来物語が始まるまでの8年間、父の勇や母の愛から実の子ども同然に愛情を注がれ育ったという経緯を持ち、そんな彼らの影響を受ける形で護もまた、心優しい少年へと成長していくこととなる。
護にとっての大きな転機となったのが、2005年4月に発生し、彼やクラスメイトが巻き込まれたEI-02事件である。この時、護はそれまで自身も知らずにいた特殊能力を開花させ、EI-02の核となっていた人間を「浄解」してみせた。程なくして、護はその能力に着目したGGGの保護を受けることとなり、浄解のみならずゾンダーを感知する力を備え、またギャレオンが護の危機に駆けつけるといった、様々な事実を鑑みたGGGは彼を「特別隊員」に任命。こうして普通の少年であったはずの護は、小学校へと通うかたわらゾンダーの脅威に立ち向かうこととなったのである。
前述の通り自らの出生の秘密を知らずに育ってきたがゆえに、物語当初の護は浄解を始めとする、様々な特殊能力に対して戸惑いを見せることもあったり、能力を上手くコントロールできずにいたこともあった他、GGG特別隊員であるということを両親やクラスメイトに明かせない、という悩みをも抱える格好となった。また、浄解能力の発現は必然的にゾンダー、中でも機界四天王のペンチノンから命を狙われることをも誘発し、これに対してGGGも諜報部所属のボルフォッグを、護の身辺警護役に充てている。このように様々な悩みや危険と隣り合わせな状況に立たされてはいるものの、一方で強い使命感と何事にもくじけない勇気を秘めていることから、時には単身で出撃し勇者たちの危機を救う活躍を見せることもある。無論、まだ子どもであるがゆえの些細なミスを引き起こすこともない訳ではないとはいえ、周囲の大人たちの包容力もあり、そうしたミスも糧にしてさらに成長を遂げていくこととなる。
天海夫妻は言うに及ばず、北海道で暮らしていた頃からの幼なじみである華も、護にとってかけがえのない存在の一人であり、また共にゾンダーと戦う凱に対しても、自身が一人っ子ということも手伝ってか、実の兄同然に慕う様子を見せている。凱に限らず、彼の属するGGGもまた、もう一つの家族のような存在として受け止めている節があり、前出のボルフォッグに対しても行動をともにする中で絆を育み、後述の通り原種核の浄解に失敗し落ち込んだ際には、彼からの励ましによって立ち直りを見せている。
物語後半での機界原種との戦いにおいては、主戦場が宇宙へ移ったこともあり、宇宙服を着用して戦闘に参加することもあった一方、当初は戒道のように原種の感知や浄解ができないという事実に戸惑いを見せており、また先んじてアルマとして覚醒していた戒道からは、「君の記憶は封印されている」とも告げられ当惑する一幕も見られるなど、新たな問題や謎に直面する格好となった。このうち、前者については後にGGGがギャレオンからさらなる情報を引き出そうと試みた際、ギャレオンの中に眠っていた緑の星の指導者・カインとの接触によって、護自身もさらなる能力を引き出されたことで一応の解決を見ている。やがて機界最強七原種との戦いの最中、護はそれまで知らずにいた自身の本当の出自、すなわち前出のカインの実子である「ラティオ」であるという事実を知ることとなる。華にも偶然この事実を知られたこともあり、さらに苦悩を深めることとなるものの、天海夫妻からの励ましによってこれを乗り越え、華からの誤解を解くことにも成功している。
その直後の木星決戦、そして東京における機界新種との死闘を経て、次に宇宙で起きるかもしれない不測の事態に備えるべく、そして地球以外の星で苦しんでいる人々を救うべく宇宙へと旅立つことを決意。その直前、クラスメイトやGGGのメンバーたちに見守られながら華と「結婚式」を挙げ、ギャレオンとともに地球を離れた。その後、ソール11遊星主との邂逅を経て彼らからパスキューマシンを奪取し逃走、追撃に遭ってレプリ地球へと転移させられるものの、その過程で木星圏において再会した戒道にマシンを託すことに成功。これ以降、ギャレオンの本来の能力を発揮させるべくGクリスタル内でプログラムの修復に当たる一方、レプリ地球において苦戦を強いられていた凱の前に現れ、ファイナル・フュージョンを成功させたり、その凱が遊星主の支配下に置かれた際には命とともにこれを浄解し、Gクリスタルへと彼らを導いており、遊星主との決戦に際してはペイ・ラ・カインと相対しこれを打ち破っている。そして一連の戦いが決着した後、GGGから人類の未来を託される形で戒道と共に地球に送り返され、両親や華との再会を果たしている。
地球への帰還を果たしてからは、戒道ともども学業のかたわら少年GGG隊員として、江の島のGGGマリンレフュージ基地にてGGGとなるための勉強にも勤しんでおり、2009年に横浜にて発生したバイオネットのテロ事件では、まだ起動実験中であった覚醒人Z号（後の凱号）を操縦し実戦に参加。翌年にはGGGの一員として、ザ・パワーの調査とGGG救助計画である「プロジェクトZ」に参加するが、インビジブル・バーストの発生により計画は頓挫してしまう。やがて、国連によりGGGが「ガッツィ・グローバル・ガード」として再編されると正式に入隊、機動部隊ヘッドダイバー隊長としての活動に従事することとなる。この時点で既に20歳となり、顔立ちに幼さを残しつつも、正義感あふれる明朗闊達な青年へとさらなる成長を遂げている。また、GGGに所属したのに伴い、任務に際してはかつての凱と同様にIDアーマーを装着するようにもなった。2016年のプロジェクトZの再発動に際しては、木星圏にてソムニウム、そして帰還を果たした凱と共闘、以降も覇界王やその眷属との間で繰り広げられた激闘を、GGGの仲間たちとともに最後まで戦い抜いた。そのうちの一人となった華とは、全ての戦いを終えて数カ月後の2018年6月に正式に結婚式を挙げており、その少し後には華や彼女との間に設けた一子・翼とともに、北海道にて深宇宙探査任務に随行するギャレオンと別れの挨拶を交わした。
- 前述した米たにのアイディアスケッチでは「宇宙少年」との仮称が付されており、また企画段階では凱に相当する主人公のサイボーグが、護に相当する少年と同い年でコンビを組ませるという案も提示されていた。

卯都木命（）
声 - 半場友恵
GGG機動部隊のオペレーターを務める、20歳の女性。生年は1986年、血液型はO型、星座は1月生まれの水瓶座。
ファイナルフュージョンのプログラムドライブ、ゴルディオンハンマーのセーフティデバイスリリーブなどといった戦闘にまつわる部分から、私的な部分に至るまで凱のサポートを担当。その前歴や入隊に至るまでの経緯から、エキスパート集団であるGGGにあって異質な存在とも言えるものの、凱のメンタル面でのケアという部分において、計り知れない存在意義を有している。やや引っ込み思案な部分もあるとはいえ、性格は天真爛漫にして健気で、前線で戦う凱を常に気遣っている。本心では彼に戦ってほしくないという思いもあるが、凱の気持ちを尊重しサポートに徹することを己に課している。
麗雄が製作した、ウサ耳型のカチューシャがチャームポイントで、苦くて濃いコーヒーを淹れるのを得意とし、いくら食べても体型が変わらないという特技を持つ。その役割や、後述する経緯から凱と共にいる時間が多いものの、彼以外のGGGメンバーではスワンとも仲が良い。
凱とは高校時代からの付き合いであり、宇宙開発と占星術とを混同するほどの科学音痴ぶりを披露するなど、当時はまだ地球防衛とは無縁なごく普通の学生であった。この頃からすでに凱に対してほのかな恋心を寄せており、後に恋人同士となるものの、2003年に横浜にて発生した隕石落下事件をきっかけに、その運命も大きく一変することとなる。この時発生した火災で同居していた両親を亡くすだけに留まらず、件の隕石との接触で凱までも喪った命は、以来天涯孤独の身として傷心の日々を送ることとなった。しかしそれから1年を経た2004年、両親の墓参りの際に出会った麗雄によってベイタワー基地へと招かれ、そこでサイボーグとして蘇生した凱と再会することとなる。この時降り掛かった身の危険を、意識を回復した凱に救われたのを経て、立ち直った命は自らの進むべき道を見出し、凱の力になるべくGGGに加わることを決意したのである。
このように、様々な面で凱にとってかけがえのない存在たる命であるが、テレビシリーズ最終盤では、その命が変貌を遂げた機界新種（ゾヌーダ）が、最強最悪の敵として彼の前に立ちふさがることとなる。表向きには隕石落下とされていた前述の事件の折に、命は隕石の正体であるEI-01（パスダー）とも遭遇しており、その際自身の神経細胞に機界生命体の種子を植え付けられていたという経緯があった。その変貌の兆候は、超竜神が太古から帰還した頃から眩暈、それに昏倒という形で現れ、木星決戦終結を経て地球圏に帰還した直後の2006年3月に種子の発芽によって機界新種となった命は、自らの意思とは無関係に物質昇華を実行に移し、東京において凱と勇者ロボたちのAIを載せたガオガイガーと死闘を演じるという事態に陥ってしまう。自身が核となって誕生したゾヌーダロボこそ撃破されたとはいえ、なおも物質昇華が止まらずにいる中、凱が命への想いと共に呟いた浄解の呪文が、彼と護の持つGストーンと反応したことにより、命は奇跡的に元の姿を取り戻す結果となった。
この一件、そして2006年6月に実施されたGGG再編の後も、命は引き続き主任オペレーターとしてGGGに在籍しており、同時期に立ち上げられた「ガオファイガー・プロジェクト」にもその初期から参加。プロジェクトが大詰めを迎えた同年末には、ガオーマシンを狙うバイオネットによって誘拐されるという憂き目にも遭っているが、同じくプロジェクトに携わっていたアルエットと共に脱出に成功している。ガオファイガー完成後は、新たに配備されたディビジョン艦・ツクヨミに常駐し、それまでの職務に加えて各種ツールの射出管制をも担うこととなった。
後の三重連太陽系遠征に際しては、当初こそ他のGGGメンバーと同様にパレッス粒子に侵され、凱とパーティーを開こうとするなど戦意喪失状態にあったが、先の機界新種戦を経てセミ・エヴォリュダーへと進化していたがゆえに、いち早く粒子の影響下から脱しており、その後はルネの救出、やジェネシックガオガイガー誕生に一役買うこととなる。そのジェネシックドライブの際、宇宙空間へと投げ出されたことで意識不明の状態となり、護によってGGGに保護された後はマニージマシンで治療を受ける身となるが、その思念をモニターしていたパピヨンによって遊星主の弱点を突き止めることができた他、勇気が砕かれそうになった凱の心を支え、ゴルディオンクラッシャー発動時にもエールを送るなど、動けないながらも最後まで凱やGGGの勝利に貢献する格好となった。三重連太陽系での戦いに終止符が打たれた後、ギャレオリア・ロードによって辿り着いた先のオレンジサイトにおいて意識を回復しており、『覇界王』における一連の戦いを経て、深宇宙探査の任務を帯び地球を発ったジェイアークにも凱とともに同道。この直前に彼と結婚式を挙げていたこともあってか、彼女のみ新婚旅行気分であった。
- 後述する理由から、企画書に添付されていた主要キャラクターの対比図に含まれていなかったり、また米たにの筆によるキャラクター配置図においても、命に相当するキャラクターが「オペレーターたち」として一括りにされているなど、当初は命に対するウェイトはさほど大きいものではなく、企画の進展につれて肉付けされキャラクターとしての完成を見ている。
- 企画段階でこそこのような扱いではあったものの、その後の放送期間中には関連商品として、1,000体限定ながら1/6サイズのアクションドールもタカラより発売された他、番組終了後も雑誌連載企画と連動したフィギュアや命を主役としたドラマCDなど、各種展開において様々な形でフィーチャーされており、特にアクションドールは今日のキャラクタードールの先駆け的な存在ともなった。

大河幸太郎（）
声 - 石井康嗣
GGGの長官を務める45歳の男性。生年は1960年、血液型はO型、星座は蠍座。
従来の戦略・戦術では対抗が困難な、ゾンダーという異星の文明との戦いにおいて、高いカリスマ性と的確な判断力、そしてどんな逆境にも挫けない熱い心をもって部下を統率。ファイナル・フュージョン承認時などに見られる人差し指を突き出す決めポーズなど、多少オーバージェスチャーなきらいがある上、足りなければ後は「勇気」で補えばいいという口癖に代表されるように、時には傍目から見ると無謀とも取られかねない指示を下すこともあるものの、それもひとえに誰よりも勇気の力を、そしてその力が引き起こす奇跡を信じてのことである。ともあれ前述した判断力に加え、隊員たちの行動にも目配りときめ細かなフォローを欠かさないこともあり、部下たちからも厚い信頼と人望を得ている。中でも、凱にとっては単に所属する組織の上司・部下という間柄に留まらず、後出の火麻と共に戦術と格闘術とを享受してくれた、師とも言える存在でもある。
かつては、1980年代に防衛庁内部にて組織された特殊部隊「ID5」に所属しており、「ゴールドタイガー」のコードネームで数々の事件解決に関与。同部隊が解散した直後の1995年には宇宙開発公団の創設委員となり、後に同公団の総裁へと就任。GGGの発足後も、表向きの顔として引き続き同職を兼任している。私生活では、2000年にミス葛飾の女性と結婚、その後2001年に長女、2003年に次女を授かっている。
立場上、かつてのように前線に出ることはそこまで多くはないものの、「チタンヘッド・ドライバー」というゴルフクラブを用いた必殺技を持ち、白兵戦とコース、それに打ちっ放しにおいて真価を発揮する。作中でも、EI-18に操られた公団職員にベイタワー基地が占拠された際、この技で彼らを昏倒させピンチを切り抜けたこともある。また、原種大戦のさなかの2005年11月にはジュピターX（ザ・パワー）を巡る事件に際し、再びID5として活動していたことが確認できる他、同月末にアメリカGGGの宇宙開発センターにて発生したZX-07（腕原種）襲撃事件でも、先のザ・パワー事件以来携行していたIDスーツを着用しこれに立ち向かっている。
機界文明との戦いが終結してからも、しばらくの間GGG長官を務めていた大河であったが、ガオファイガー・プロジェクトが一段落を迎えた後の2007年春に宇宙開発公団総裁へと復職。これは国連主導で進められようとしていた、ザ・パワーの採取計画に対する危険性を提唱するためであり、後に宇宙収縮現象による滅亡の危機が明るみに出た際には、国連最高評議会にてその対応策を提議するも、各国代表はその主張に耳を貸そうとせず、最終的にGGGが国連決議に背いて三重連太陽系への遠征を強行しようとした際、大河も国連宇宙軍の一員として出撃したマイクに同行、オービットベースへ乗り込み緊急起動プログラムを発動することで、ガオファイガーへの合体を封じられていたGGGの窮地を救ってみせた。またその際、後任のGGG長官であった八木沼から指揮権を返還され、GGG長官へと復帰しており、そのまま三重連太陽系遠征の指揮を執ることとなるが、辿り着いた先のレプリ地球でパレッス粒子に侵され、戦闘放棄の決断を下してしまう。パピヨンの尽力で粒子の影響下から脱してからは、ソール11遊星主との戦いを宣言し、決戦の最終局面においても国連事務総長より託された起動キーを使い、ゴルディオンクラッシャーの発動を承認している。
『覇界王』においては、三重連太陽系から地球への帰還を図る中で他のGGGメンバーとともに覇界の眷属と化してしまい、ハワイへの覇界ゴルディーマーグの出現を皮切りとした世界各地への同時攻撃作戦を画策する他、その間にGGGの検知の目を掻い潜って覇界王キングジェイダーらを地上に出現させるなど、GGGブルー並びにグリーンの前に難敵として立ち塞がる格好となった。後に浄解によって覇界の眷属を脱してからは、GGG特務長官を務めることとなる。
獅子王麗雄（）
声 - 緒方賢一
GGG研究開発部部長にして、同組織のスーパーバイザーを務める70歳の男性。生年は1935年、血液型はB型、星座は獅子座。
「世界十大頭脳」と呼ばれる天才科学者の一人であり、宇宙工学やロボット工学などあらゆる分野に精通。巨大ロボットから全自動爪切り機に至るまで、開発に携わったメカは多岐にわたる。GGGにおいても、ギャレオンやGストーンの解析を通して、異星の超テクノロジーの数々を解明し、ガオガイガーを始めとする各種戦力の開発に深く関与。GGGに関わる以前には、覆面科学者「ミスターL」としてID5の各種装備の開発も手がけており、後に宇宙開発公団顧問監修の職にも就いている。
ビッグオーダールームの面々の中では最年長、かつ還暦を過ぎて久しいとはいえ、まだまだ若いとの自認が強く、自身の発明品の一つであるジェットローラースケートでGGGの施設内を駆け回り、EI-15戦にて敢行したマニュアルでのファイナル・フュージョンにおいてもライナーガオーの操縦を担当するなど、年齢を感じさせない元気の良さ、そして気さくさが目立つ人物でもある。
20歳近くも年の離れた妻である絆と、彼女との間に設けた一人息子の凱を家族に持つ。絆が木星圏で消息を絶ったことや、凱がEI-01との接触により瀕死の重傷を負ったことに対して、深い自責の念に苛まれることもあり、そのためサイボーグとして凱を蘇生させた際には、全身全霊をもって彼の回復に務めた他、ゾンダーとの戦いにおいて無茶な行動を取ることの多い凱を暖かく見守ろうとするなど、その行動の端々からは根の優しさや良き父親としての側面が窺える。一方で、2歳上の実兄にして「世界十大頭脳」の一人でもある雷牙とは、互いに自己主張が強いこともあってか会うとすぐケンカになることも少なくはない。
GGGになくてはならないメンバーの一人として、その設立当初から原種大戦に至るまで共に戦い続けてきた麗雄であるが、大戦終盤の2005年12月に木星で繰り広げられた原種との決戦では、宇宙艇ムラクモに乗船しクラインスペースに閉じ込められたGGG艦隊の脱出に貢献するも、直後にZX-16（翼原種）の攻撃に遭い、墜落するムラクモとともに木星圏にて殉職を遂げた。その際、ザ・パワーの働きにより精神生命体へと転じた麗雄は、同じく木星探査の折に身体を失っていた絆と再会を果たすに至っている。木星決戦の終結後には麗雄の葬儀も執り行われ、形見となったジェットローラースケートも墓に備えられた。
『FINAL』では、オープニング映像にて絆と共に写った写真という形で登場。また『覇界王』では、オレンジサイトに辿り着いたGGGの前に絆とともに現れ、「終焉を超えた誓い」が次元を超えて未来へと噴出する、との警告を発している。
火麻激（）
声 - 江川央生
GGG機動部隊の作戦参謀にして、戦術アドバイザーを務める45歳の男性。生年は1960年、血液型はB型、星座は蟹座。
鍛え抜かれた頑強な肉体、それに鶏冠のようなヘアスタイルという特徴的な見た目の持ち主であり、無数に刻みつけられた傷跡は歴戦の勇士であることを如実に物語る。戦闘のプロフェッショナルとして常に肉体を鍛えることを欠かさず、巨漢の部類に入る牛山を担いで動き回ったりと、そのタフさにも目を瞠るものがある。大河に負けず劣らずの熱血漢にして、人情に厚い性格の持ち主である一方、何かと激しやすい部分もあり、興奮して握りつぶしてしまうことから多数の携帯通信装置を予備として用意している他、自身の人格をベースにAIが育成されたがゆえに、性格を同じくするゴルディーマーグに苛立つこともあった。また、護を特別隊員としてGGGに加入させることに対して、彼がまだ子どもであることから当初は抵抗があった。
後述する前歴もあり、GGGメンバーの中でも実戦経験が豊富な部類に入ることから、GGGを実戦の面から支える、もう一本の大黒柱とも言える存在である。とりわけ、マーシャルアーツやサブミッションに造詣が深く、凱を始めとした他のGGGメンバーの訓練、それに氷竜・炎竜の射撃や近接戦闘・戦術の教育などを担当。また、現場至上主義であることから、最前線で指揮を執るのを常としており、EI-10が市街地にて出没した際には、ライダースーツ姿で独自にその行方の調査に乗り出したり、機界最強七原種にオービットベースが襲撃された際には、これを食い止めるべく銃を片手に白兵戦を指揮するなど、作戦参謀という要職にありながらも行動派な面が目立ち、そのために始末書を書かねばならないこともざらである。
GGGに参加する以前は防衛庁に務め、同庁内にて組織されたID5のメンバーに名を連ねていたことがあり、この頃から有事において作戦を立てる立場にあった。大河ともその頃からの旧知の仲であり、その友情はブラックホールよりも深く太陽よりも熱い。「シルバーピューマ」のコードネームで活動していた同部隊の解散後、一度は大河と別の道を歩み、アメリカの空軍にて軍事顧問を務め名を馳せていたが、GGGの発足に際し大河からの招聘でこれに参加、再び戦友として行動を共にするに至った。GGG参加後も、前述のジュピターX事件、それにZX-07襲撃事件で度々大河と共同戦線を張っており、その際には往時と同様にIDスーツを装着して戦闘に及ぶこともある。その際、頭部に装着される鶏冠状の部品は、格闘戦における投擲用の武器としても活用可能である。
『FINAL』の時点でも引き続きGGGに所属。現場至上主義なところは相変わらずであり、作戦行動の際にはオービットベースではなくツクヨミに移乗し、敢えて現場付近から指揮を執っている。
牛山一男（）
声 - 石川ひろあき
GGG整備部のオペレーターを務める、22歳の男性。生年は1983年、血液型はO型、星座は牡牛座。
メカニックに対しての造詣が深く、その腕前は麗雄からも信頼を置かれているほどである。有事の際にはオペレーターとしてその知識を活かし、一人でメカの発進からメンテナンス、コンテナの4つのエリアのオペレートを一手に担当。水陸両用整備装甲車に乗り込み現場に赴くこともあり、EI-01との東京大決戦においては傷ついた各種メカの応急修理をてがけ、短期間での再出撃を可能とするなど多大な功績を上げてもいる。平時においても、ツナギ姿で自らスパナ片手に整備に勤しむ姿も見せるなど、GGGにとっては正しく縁の下の力持ちともいうべき存在である。
心優しい性格の持ち主であるとともに、進んで植物の世話なども行うなど几帳面な部分も持ち合わせており、植物の世話をしている際には、日々の緊張から解き放たれたかのように穏やかな表情を見せることもある。また四人兄弟の長男でもあり、各々分野こそ異なるもののメカマニアとしての側面を持ち、時に4人で遊ぶこともあるなど兄弟仲は良好な方である。一方で、末弟の末男が護のクラスメイトであることから、折に触れてゾンダー絡みの事件に巻き込まれ心配することもしばしばである。木星決戦に際しては、兄弟たちに宛てて手紙を書き残したこともあった。
『FINAL』でも引き続きGGGに籍を置いており、作中では整備部所属でツクヨミのオペレーターの一人である仲居亜紀子と付き合い始めた姿も描かれた。
猿頭寺耕助（）
声 - 柏倉つとむ
GGG諜報部の主任オペレーターにして、GGGの全オペレーターチーフを兼務する27歳の男性。生年は1978年、血液型はAB型、星座は牡羊座。
IQ300を記録する天才的な頭脳と、研究に没頭すると寝食を忘れるほどの並外れた集中力の持ち主であり、入浴中でも研究のためにシステム端末を手放さないその様はマニアの域にまで達する、ベイタワー基地のメインコンピューターシステムを始め、複雑を極めるGGG内の機能システム構築も彼が一手に担っており、GGGに対する貢献度は計り知れないものがある。
そうした優秀な側面を有する一方、アパートに帰るのが面倒という理由から、日々の寝食をGGG本部にて済ます不精者なところもあり、メインオーダールームの自身のデスクの周囲には読みかけの雑誌や、何日履いたかさえも定かでない靴下が積まれている有様である。また、大の風呂嫌いでもあることから体臭もひどく、周囲5メートルには専用の消臭剤が積まれてもおり、その見た目の不衛生さも相まって、前述した貢献度の高さとは裏腹に女性陣からの印象は良い方ではない。
後に、GGGフランス技研よりパピヨンがオービットベースに転属してからは、彼女と恋愛関係に発展しており、彼女のおかげで見た目も以前に比べて小綺麗になった。しかしパピヨンとは、パスキューマシンを巡る攻防の際、そしてピサ・ソールの撃破に伴うレプリジンの消滅の際と、二度にわたって死別を経験しており、1度目の死別の直後には墓前でも、そして自室でも泣き暮れるなど、心に多大な傷を負う格好となった。
スワン・ホワイト
声 - ならはしみき
GGG研究開発部のオペレーターを務める、24歳の女性。生年は1981年、血液型はA型、星座は乙女座。
20年にも及ぶアメリカでの生活ゆえか、米語訛りが激しいところもあるものの、日本語だけでなくスワヒリ語やヘブライ語など、世界中の様々な言語に精通しており、どんな国の言葉も日常会話程度ならすぐにマスターするなど、語学力に長けた面を持つ。また、麗雄の助手としても有能さを発揮し、その都合上三式空中研究所での行動や、凱のメンテナンスに立ち会う機会も多い。この他にも、格闘技の達人である上にバイクの運転技術にも優れているなど、その万能さゆえに周囲からの尊敬を集める存在でもある。
能力面での高さもさることながら、容姿端麗で均整の取れた見事なプロポーションの持ち主でもあり、ちょっぴりお茶目な性格も相まって周囲を明るくする魅力を発揮する。実兄のスタリオンとは仲が良く、よく彼に甘える場面も見られるなど、大のお兄ちゃん子としての側面も有している。また、GGGのメンバーの中では年齢の近い命とも良き友人関係にあり、彼女の淹れるコーヒーがお気に入りである他、EI-18戦ではマイクロゾンダーから解放された影響で気を失った命の代わりに、ファイナル・フュージョンのプログラムドライブを行ったこともある。
2006年のGGG再編に際し、パピヨンと入れ替わる形でオービットベースを去り、兄とともにアメリカGGG宇宙センターに転属。後にGGGが三重連太陽系への遠征を強行しようとし、国連宇宙軍との間で先端を開いた折には、大河らと共にディビジョン艦へと乗り込みGGGに合流した。またこれに先んじて、国連事務総長よりゴルディオンクラッシャーの起動キーを託されており、ソール11遊星主との決戦の最終局面にて大河と共に同ツールの発動承認を担当している。
獅子王雷牙（）
声 - 緒方賢一
GGG研究開発部に所属する、72歳の男性。
麗雄の実兄に当たり、彼と同様に「世界十大頭脳」の一人に数えられる天才科学者でもある。長年海外で生活しており、アメリカでは航空宇宙局（NASA）においてマイク・サウンダースシリーズや、プライヤーズの設計・開発を担当。当初はあくまでもGGGに対する外部協力者という位置付けであったが、機界原種の出現を経てGGGが国連直轄組織として再編されたのに伴い、正式にGGG隊員として研究開発部に配属されたという経緯を持つ。
奇抜なファッションセンスの持ち主であり、そのセンスはフォーマルな服装においても例外なく発揮されている。また、麗雄がジェットローラースケートを駆使するのと同様に、雷牙もまた空中走行が可能なジェットスケボーを愛用。性格は弟以上にエキセントリックで、麗雄に対するライバル意識を有している上に、互いに自己主張が強いことから、会うとすぐケンカになることもしばしばである。また、私生活においては「7人の妻と28人の子どもがいる」とも噂され、実際にルネ・カーディフ・獅子王と阿嘉松滋は、共に（母親こそ異なるものの）雷牙の実子であることが言明されている。このうちルネからは、（後に誤解は解けているとはいえ）当初母を捨てたことに対する怒りを向けられているが、それでも彼女へのGストーンサイボーグ化手術においては、一刻を争う状況下で両手に大火傷を負いながらもこれを完遂しており、フツヌシ事件以降は多少ではあるが関係も改善されている。また、阿嘉松に対しては2006年の暮れに、ニューロノイド用のオプションパーツである「グリアノイド」を贈っており、当時阿嘉松が進めていたニューロノイド「覚醒人1号」の強化案（フライトユニット）の製作に間接的に協力している。
原種大戦終結から半年後の2006年6月に、ホワイト兄妹とともにアメリカGGGに転属しているが、後にGGGが三重連太陽系への遠征を敢行する際、大河らと共にこれに合流している。『覇界王』においては他のGGGメンバーと同様に覇界の眷属と化しており、後に覇界王キングジェイダーによって地表の黒化が進んだ際、その対抗手段たるディスクXの大量生産に必要不可欠な存在として、雷牙の奪還がGGGの作戦目標に定められた。
スタリオン・ホワイト
声 - 岩田光央
GGG研究開発部に所属する、28歳の男性。
元々はNASAに所属する科学者で、雷牙の下で助手としてマイク・サウンダースシリーズの開発にも関与。このマイクに搭載されたAIの人格は、スタリオンのそれがモデルとされている。作中では、GGGにマイクを貸与する際雷牙に随行したのが初出であり、後にGGGの再編に伴い彼とともにGGG隊員として研究開発部に配属された。
技術者として優秀である一方、プライベートにおいては「スタリー」の通称を用いてのヘビメタバンド活動を趣味としており、作中では妹のスワンとともにライブを行ったこともある。また、スワンが大の兄想いであるのと同様に、スタリオンもまた大の妹思いであり、任務においても兄妹ならではのコンビネーションを発揮する。
GGGアメリカ宇宙センターへの転属後も、バイオネットに拉致された命の捜索にも協力しており、後の三重連太陽系遠征にも参加。『覇界王』においては、他のGGGメンバーと同様に覇界の眷属と化しながらも、比較的早い段階でマイクとともに浄解を受けており、GGGに対しトリプルゼロの侵食による思考変化の事実を伝えている。
野崎通（）
声 - 竹村拓
大型粒子加速機イゾルデの研究所長で麗雄の教え子。35歳(初登場時)。劇中には登場しないが兄が2人いる。
ノーベル物理学賞候補だったが自身の探究心を突かれ、ゾンダー化し、EI-12と化す。
浄解後、新生GGGのセカンドオーダールームスタッフとなり、エネルギーシステム開発設計者と運営主任、イザナギのオペレーターを担当する。
モデルは本作品のスペシャルコンセプター・野崎透であり、名前もほぼそのまま拝借されている。
犬吠崎実（）
声 - 曽我部和恭
GGG設立時からのメンバーで弾丸Xの設計と管理責任者を担当。
生真面目だが融通が利かず、いつも大事なことを忘れてしまうのが欠点。
設立当時に猿頭寺とシステム担当を争い落選したトラウマを引きずっていたことから1年後に退職。その心の闇をペンチノンにつけ込まれ、ゾンダー化し、EI-15と化す。GGGベイタワー基地を乗っ取るも猿頭寺の仕掛けたシステムトラップで基地を奪い返された。
浄解後、GGGオービットベースのセカンドオーダールームスタッフとして復帰。セキュリティの管理と運営、整備ソフトウェア主任、スサノオのオペレーターを担当する。猿頭寺とは和解したがアメリカGGG基地に猿頭寺の顔を模した空中戦ゾンダーシミュレーター・シミュレーションΩを制作・配備していたことから多少は根に持っている様子。
平田昭子（）
声 - 井上美紀
御殿山科学センターに所属。
「私の理論は完璧です」が口癖。
人類初の重力制御システムを完成させるも完全な稼動には至らず、その事からゾンダー化し、EI-20と化す。
浄解後、GGGオービットベースのセカンドオーダールームスタッフとなり、重力制御ユニットと人工重力発生システムの開発者と主任管制官、カナヤゴのオペレーターを担当する。ガオファイガー・プロジェクトでは新型ディビジョンフリートの慣性制御システムの設計を担当した。
木星決戦と遊星主大戦では野崎や犬吠崎と共に地球圏に残留。
その名前は実在の俳優・平田昭彦の一字違いであり、本作品の脚本家の一人・山口宏からも「見え見え」と言われている。モデルは某アニメ雑誌の担当編集者。
八木沼範行（）
声 - 真殿光昭
GGG2代目長官で元防衛庁キャリア。
一回り以上年下の大河とは対照的に穏健な性格だが堅実な指揮で難局に対処。F.F.の承認に非常に時間をかけていたが「勇者の判断を信じる」と的確にゴルディオンハンマーの承認を下しており、さらにGGGが国連に抗命して、三重連太陽系に向かう際には自身へのクーデター加担嫌疑を覚悟の上で大河に指揮権を引き渡し、その行動を後押し。それが元で2007年に罷免されたが、楊長官代理を経て復職した。
高之橋両輔（）
声 - 小林清志
御殿山研究所所長。
原種たちとは違う謎の生命体に肉体を乗っ取られ、特殊電波を使い世界中の男性たちを行動不能にした。その後、GGGの配置転換により、3代目スーパーバイザーに就任する。
麗雄や雷牙と共に世界十大頭脳に数えられる人物。背負い投げなど柔道の心得があるらしい。口癖は「98%、○○○」。しかし、三重連太陽系に向かう際のクーデター時には「100%無理」と言っていた。三重連太陽系には赴かず残留。危急存亡のときには八木沼と共に隊員たちの精神的支柱になっていた。
ガッツィー･グローバル･ガード設立後はその座を楊に託し、御殿山科学センター所長へと復職する。2016年に記憶を取り戻したアルエットと再会し、GGG入隊の推薦状を送っている。
モデルは本作品のプロデューサーにして、監修を務める高橋良輔。
パピヨン・ノワール
声 - 川澄綾子
シャッセールからフランスGGGフランスに転属した生体医工学者。褐色の肌と水色の髪が特徴。
ルネの数少ない友人で彼女のメンテナンスも担当。大学時代の実験により、自然の発する電波から近い未来の結果を予知する能力・センシングマインドを取得している。味が判らないキノコ料理が得意。地質学者ロリエ・ノワールの娘で、同じく生体医工学者の都古麻御の大学時代の後輩。
配置転換でスワンの後任として、GGG研究開発部オペレーターになる。猿頭寺とは恋人同士で、彼の髪を整えている。OFFの日には『ボトム・ザ・ワールド』で『センシング・マインド占いハウス』を経営。その繋がりで『ベターマン』にも登場。
レプリ護の襲撃の際に死亡し、アマゾン川の精霊の下に帰っていったが、パスキューマシンを完成時に発生したレプリ地球圏に生まれたレプリジンが人型唯一の生き残りとして、GGGと出会う。過去の実験で神経が強化されていることからパレッス粒子の影響を受けず、パレッス粒子で無力化されたGGGを復活させた。遊星主が消滅したことで、レプリジンである自身も消滅することになり、猿頭寺に看取られながら「私は、あなたの心に帰ります」と告げた。
楊龍里（）
声 - 中博史
風龍と雷龍の開発責任者であり、初登場時は中国の科学院航空星際部所属の軍人だった。
当初は敵の殲滅を第一とし、風龍と雷龍にもその教えを守らせていたが2人がGGGに感化され、勇者の心に目覚めたのを見て、自身も考えを改める。GGGとの合同演習終了後、風龍と雷龍をGGGに転属させ、地球の防衛＝祖国の防衛にあたらせた。
三重連太陽系に向かう際のクーデター時には、表向きはクーデター鎮圧部隊の司令官をしていたが、GGGへ風龍、雷龍を送り、ロゼと同じくGGGに地球の運命を託した。OVAでは妻子持ちであることが判明し、赤子である息子の前で笑顔を見せるシーンも描かれた。
護帰還後は、GGG長官代理を経てプロジェクトZ主幹となり、その後4代目GGGのスーパーバイザーとなる。
牛山次男（）
声 - 石川ひろあき（ベターマン）
牛山兄弟の次男でカモメ第2高校1年生(初登場時)。『ベターマン』にも出演。
ミリタリー関連では迷彩服を愛用。
未だ帰還しない兄に代わり3代目GGGに入隊後、2014年に初野あやめと結婚。長男の誕生に伴い整備部メインオペレーターを休職後、『グローヴァル・ウォール計画』時に職場復帰。
初野あやめ（）
声 - ならはしみき
初野華の従姉。
ミリタリー・バイク・プロレスなど、数多くの男性的な趣味を持ち、自身の性格も男勝り。華を自分の趣味につき合わせることが多く、それゆえにゾンダーの被害に遭うことも多いが、華を守ろうとする姿も見せる。基本的には華を振り回しがちだが、大阪に遊びに来た際は逆に振り回された。後にカモメ第二高校に進学。なお、彼女が持つPHSは、ウルトラセブンのウルトラアイを模したデザインになっている。
3代目GGGに入隊後、2014年に牛山次男と結婚し「牛山あやめ」となる。GGG機動部隊オペレーター主席を休職し2016年に長男、牛山一（はじめ）を出産。
戒道幾巳（かいどう いくみ）
声 - 紗ゆり（小学生時）、斎賀みつき（青年時）
カモメ第一小学校の3年1組に在籍する、8歳の少年。血液型はAB型、星座は双子座。
物静かな性格で、物語序盤より護のクラスメイトの一人として登場していたものの、当初は特に目立つ存在としては描かれていなかった。一方で、ゾンダーによる事件に巻き込まれながらも冷静さを崩さなかったり、学校では上履きを履かず、靴の上からスリッパを履くという奇行も見せたり、Gパークにてピッツァからの襲撃を受けた際にサイコキネシスでこれを追い払うなど、度々クールでミステリアスな側面を覗かせており、後にEI-01との東京大決戦と前後して行方不明となっている。
そんな戒道が、再び物語上に姿を現したのは東京大決戦から数週間の後、機界原種による最初の襲来に際してのことで、この時戒道は謎の巨大メカノイド（キングジェイダー）と行動をともにし、撃破された原種の核を浄解せしめている。実は彼もまた地球人ではなく、その本来の素性は三重連太陽系の「赤の星」にて、護ことラティオをモデルに生み出された生体兵器「アルマ」であった。故郷の星が機界昇華に呑み込まれる中、ジェイアーク級戦艦の一隻に連れられる形で脱出し太陽系へと逃れた、成長前のオリジナルのアルマこそが後の戒道その人であり、地球時間の1997年に九州の阿蘇山麓にて育ての親である戒道夫人に拾われ、以来彼女の養子として育ってきたという経緯を持つ。
戒道がアルマとして覚醒したのは、前出の東京大決戦の最中のことであり、その際戒道は機界四天王の一人であったピッツァ、そしてペンチノンを浄解し本来の姿を取り戻させ、彼らやジェイアークとともに原種との戦いに身を投じることとなったのである。能力の発現こそ護より後だったとはいえ、自らに課せられた運命については早くから自覚しており、そのため本来持ち合わせていたはずの豊かな感情も表に出すことなく、地球人との関わりも避けていた。とはいえ、地球にて自分を育ててくれた戒道夫人や、護や華といった友達、そして地球という星そのものに対して、無意識裡に特別な感情を抱いていたのもまた事実であり、それが原種との戦いにおける原動力の一つともなっている。一方で、後にこうした部分に付け込む形で、原種の一体であるZX-11（腸原種）が戒道夫人を素体とし、戒道に対する切り札として利用したこともあった。
機界原種の殲滅という戒道たちの使命は、最終的にGGGとの共闘により果たされることとなったものの、自身はJたちとともに崩壊するZマスターと運命を共にし、消息を絶つ格好となった。しかし戒道たちは死んでおらず、ザ・パワーの反発作用によって全宇宙を俯瞰可能な最果ての宙域（ボイド）へと飛ばされており、そこで急速な宇宙収縮現象を確認した彼らはESドライブを重ねてその中心地点、すなわち太陽系まで辿り着くことに成功。その際、木星圏にて再会した護からパスキューマシンを託されるも、ソール11遊星主からの襲撃に遭い単身地球へと逃走、大気圏突入の際に力尽きてオーストラリアへと落下するに至った。一時的に記憶喪失に陥った戒道は、当地で出会った少女であるユカ・コアーラの元で1年近くを過ごすこととなる。
後に記憶を取り戻した戒道は、GGGと接触を図るべく日本を目指すも、辿り着いた先のGアイランドシティにてレプリ護の襲撃を受け負傷。直後に再会した華から介抱された際には、全ての事情を知っている彼女に「護を連れて帰ってくる」ことを約束し、京都にてレプリ護の攻撃から凱を守ると、宇宙収縮現象による滅亡の危機が迫っていることをGGGへと伝えた。これを受けて実行に移された、GGGによる三重連太陽系遠征にも同行するものの、レプリ地球での違和感に気づいた矢先にパルス・アベルの襲撃を受け拉致されてしまい、ピア・デケム・ピットの生体コンピューターとして組み込まれてしまう。その後のキングジェイダーとの死闘の末にピア・デケム・ピークが破壊された際に脱出に成功し、遊星主たちが滅んだのを経て護と共に地球圏に帰還。前述した華との約束を果たし、入院生活を送っていた母と再会した際には涙を流している。
地球への帰還後は、無口で無愛想な佇まいこそ変わらなかったものの、護とともにGGG隊員となる道を目指し、覚醒人Z号を駆っての初陣やプロジェクトZへの参加を経て、再編されたGGGへと正式に入隊。20歳を迎えてなおクールさや寡黙さは健在であり、機動部隊ヘッドダイバー副隊長として常に毅然とした態度を通す様は、GGGのスーパーバイザーを務めるヤンからも一目置かれている。一方で、護や華に対して笑顔を見せるようになった他、最近のことではあるものの護とは互いを下の名前で呼び合うようになるなど、対人面では若干の変化も見られる。後の覇界王キングジェイダーとの総力戦では、凱とともにその内部へと突入し決死の浄解を敢行。その果てに己の力でJを取り戻した際には、普段とは一変して感情を爆発させており、再会したJからは勇者になったとの言葉をかけられてもいる。
- 戒道の浄解モードは、護に対峙する存在であることを念頭にデザイン作業が進められており、背中より飛び出す羽は形状の違いに留まらず、羽ばたかないなどといった演出的な部分での提案も合わせてなされている。

初野華（）
声 - 吉田古奈美
カモメ第一小学校の3年1組に在籍する、8歳の少女。生年は1996年、血液型はA型、星座は射手座。
Gアイランドシティの風力発電所の近くにて、レストラン「キッチンHANA」を営む両親と、愛犬の「よーぜふ」と暮らしており、日課である散歩の際には、自分よりも大柄なよーぜふに引き摺られることもしばしばである。バレエを習っており、作中でもその練習の成果を披露したこともある。
引っ込み思案な性格でやや押しに弱いところもあり、作中では高い頻度でゾンダーの引き起こす事件に遭遇、巻き込まれてしまう不幸な側面も有する。このように怖い目に遭う際、決まって「怖くない、怖くない」と唱える癖を持つ。その一方、素直で心優しい面や、後述の護との関わり合いからも窺える芯の強さも備えており、クラスで浮き気味な戒道を気遣い、愛想の悪いアルエットにも友好的に接していた。
護とは、彼がまだ北海道にて暮らしていた頃からの幼なじみにして一番の友達であり、2002年に天海一家がGアイランドシティに転居し離れ離れになったものの、それから遅れること2年後に初野一家もまた苫小牧の本店を親戚に任せ、2号店を開店するためGアイランドシティへと移住。再び護と再会を果たし、偶然にも彼と同じクラスとなった。護との仲はクラス公認でもある一方、彼がGGGの特別隊員である事実は知らずにいたものの、時に意図せずして護を助ける働きを見せたこともあった。物語終盤、機界最強七原種によって囚われの身となった際、浄解モードを発動していた護の姿を目の当たりにし、「宇宙人が護とすり替わった」のではないかと思い悩むが、後に護自ら出生の秘密を打ち明けられた際にも彼への想いが揺らぐことはなく、前述した疑念を払拭するに至っている。後に護がゾヌーダロボに立ち向かった際には、彼の秘密を皆に明かすと共に応援し、程なくして護が宇宙へ旅立つに当たってはささやかながら「結婚式」を行い、いつかの再会を誓ってその旅立ちをウエディングドレス姿で見送った。
以降も護との約束を守り、自らを彼の「妻」と称して帰還を待ち続けていた華であったが、2007年7月にレプリ護と遭遇した際にはその態度に疑問を抱くとともに、彼に襲われ負傷した戒道を手当している。その後地球が大規模な異常現象に見舞われる中、あやめたちと共に避難した華は彼女からの励ましもあって、勇者たちが事態を収拾することを信じ、実際にこの状況が終息を迎えた後、三重連太陽系より帰還を果たした護や戒道との再会を果たしている。
やがて少年GGG隊員としての活動を経て、20歳に成長した華はGGGへと入隊。先んじて退職していたあやめの後を継ぐ形で機動部隊オペレーターとなった。主にガオガイゴーのオペレートを担当し、そのプログラムドライブに際しては非力な自分に合わせ、グローブを着けた両拳を合わせて大きく振りかぶるという独自のスタイルを編み出している。明確な言及こそないものの、『覇界王』の作中にて護の子を懐妊していることが度々示唆されており、全ての戦いを終えた後に第一子である翼が誕生。また、やはり戦いを終えてしばらく後の2018年6月には凱や命と合同という形で、護との結婚式を正式に挙げている。
- 企画段階では当初、華に相当するキャラクターがヒロインとして想定されており、一部外見上の差異こそあるものの、前述の主要キャラクター対比図においても他のキャラクターとともに描かれているのが確認できる。

牛山末男（）
声 - 石川ひろあき
護のクラスメイトで牛山兄弟の四男。牡牛座。
ミリタリーとプラモデルが好きでスポーツが苦手。護たちのリーダー的存在として彼らを引っ張り、レイコとはとある秘密を共有する仲だったりする。将来の夢はGGG隊員。あだ名は兄同様にウッシー。
兄がGGG所属のため、事情に詳しいものの護が特別隊員ということは聞かされていなかった。あやめとは軍用艦イベント「秋のチビッ子ヤング祭り」で親しくなる。
2016年頃はGGG（ガッツィ・グローバル・ガード）のGGG整備部オペレーター次席（主席は次男、三男は大学院生でフィールドワークとして世界を放浪中）として活動。
アルエット・ポミエ
声 - 釘宮理恵（覇界王コミック版1巻特典ドラマCD、スーパーロボット大戦30）
『エヴォリュダーGUY』で初登場。
かつて、母親の胎内に居た時にバイオネットの遺伝子操作を受けたため、5歳で天才的な頭脳を得た少女。生まれた直後に母親から引き離されバイオネットで兵器開発の英才教育を受けていたがGGGに救出された後、GGGの一員となり、ガオファイガーのF.F.プログラムの開発に携わる。
複雑な出生ゆえか、クールな性格で生意気な言動を取り、人を近寄らせないようにしていたがバイオネットによる新型ガオーマシン強奪事件において、凱の助言に感化されて変化が生じる。ガオファイガー奪還作戦において、命を救出するもギムレットの攻撃から彼女を庇って負傷。一命こそ取り留めたものの記憶と能力を全て失い、以後は普通の少女としての生活を送っている。
アニメ本編には『FINAL』の第3話・第5話・第8話に登場し、第8話では顔は描かれなかったものの母親も登場。
『覇界王 ガオガイガーVSベターマン』では2016年の話から登場。15歳。フランスで生活していた矢先、バイオネットに誘拐されるが、護と戒道に助けられる。誘拐されたのは偶然であり、疑似ゾンダーロボの素体にされかかった際に何らかの人為的にストレスを与えられ、その結果記憶と天才性が蘇ることになり、救出後、本人の希望でGGGに正式入隊する。幼少時とは一転して、明るい性格かつ敬語で喋るようになったが、憧れの戒道の前では、お喋りになる。

## 外部組織
ルネ・カーディフ・獅子王（）
声 - かかずゆみ
シャッセールのサイボーグで獅子の女王（リオン・レーヌ）のコードネームを持つエース。小説『獅子の女王』で初登場。
獅子王雷牙の娘で阿嘉松滋は異母兄、凱は父方の従兄。沙孔羅は姪。初登場時は17歳。身長172cm。体重70kg。モデルといっても過言でないスタイルの持ち主であり、『五月探偵リオン』ではボルフォッグにモデル代わりに利用された際には怒りを露に銃火器を乱射した。
母・フレールと共に暮らしていたが14歳の時にバイオネットに母を殺され、自身もバイオネットの拷問により、忠誠を余儀なくされ、改造手術を施されるも不完全なサイボーグになってしまう。ある時にバイオネットへの反乱を企てるが失敗し、死の寸前でシャッセールに助けられた後、父・雷牙の手でGストーンサイボーグとなり、一命を取り留める。しかし、全身の機械化が50％とサイボーグとして中途半端な部分があり、排熱機関が不十分で安定した体温調節ができず、日常生活においては冷却コートを着用している。
過去の出来事から性格は粗暴で他者を寄せ付けない孤高の戦士。両親が結婚していないことと母を捨てた雷牙へのあてつけから母方のカーディフ姓を名乗っていたがフツヌシ事件で真実を知ってからは獅子王姓も名乗るようにもなり、雷牙への態度も多少軟化。ぶっきらぼうな態度は変わらずながら優しさも見せるようになる。
三重連太陽系のレプリ地球で遊星主に囚われていたソルダートJと出会い、戦士としての共感のようなものを感じるようになり、最終決戦では自身もキングジェイダーのパイロットになる。凱の恋人でもある命に対しては当初は態度が気にいらず、熱が冷め切っていない手で握手して、火傷させる意地悪な対応をしたが遊星主に捕らわれた際、火傷も承知で自分の手を掴んでくれた姿に心打たれ、態度を改めた。戒道に対しては母子家庭であることや戦うための存在だったことに自身を重ねたこともあり、地球に送り返した際には「親を大切にな」とエールを送る。
仏語で書くとRENAIS（ルネ）となる。
犬神霧雄（）
声 - 小西克幸
ボルフォッグのAI人格モデル。
内閣諜報部所属の諜報員で、その経歴を買われ、GGGへ転属が決定されていた。しかし、恋人関係であった二重スパイ鳥羽操により、2004年11月2日の嵐の日に暗殺される。
エリック・フォーラー
ポルコートのAI人格モデル。
シャッセールの諜報員で英国紳士（ジェントルマン）のコードネームを持つ。ルネの教育係とパートナーを担当し、様々な後始末も行う。中国での任務において、ルネを庇い殉職。
私生活では結婚しており、妻と娘がいるがシャッセール所属については秘密にしており、夫の死もシャッセールが表向きに用意した職場での事故死と伝えられた。

## 一般人
天海勇（）
声 - 塩屋浩三
牡羊座の35歳(物語開始時)。
妻と共に北海道内を旅行中、突如飛来したギャレオンに護を託され、以降、彼を自分の息子として育ててきた。宇宙開発公団に務めており、主にシャトルの打ち上げ管制を担当。
大らかな性格の持ち主である一方、倹約家でどんなものでも10年以上使い込まないと気が済まない。「うわっはあ!」が口癖で、護と同じなのは彼に口癖が移ったため。
護のことをとても大事にしており、大事にし過ぎで少々過保護気味で、ゾンダー事件があるたびに車を飛ばして帰って来てしまうことも。だが、護が自分たちと血の繋がらない子供と知った時は「ちょっと他の人と授かり方が違っただけ」と自分たちが大切に思っていることを伝えて親子であることを伝えた。そして、木星決戦ではクリスマスパーティを楽しんだ後に護を見送った。
天海愛（）
声 - 紗ゆり
勇の妻。山羊座の30歳(物語開始時)。
良妻賢母で植物アレンジメントを趣味としている。性格はかなりおっとりしているが危機に際しては行動力がある。
護を過保護なまでに溺愛しており、当初はギャレオンが護を取り戻しに来ることを恐れていたが護の使命を知ると覚悟を決め、涙をこらえつつも護の旅立ちを率先して勧め、GGGの木星決戦の旅立ち日でもあるクリスマスの日にはギャレオンを労う姿も見せた。
磯貝桜（）
声 - 吉田古奈美
宇宙開発公団総裁としての大河の秘書。
大河不在には公団の指揮を執るが大河がGGGの長官であることはGGG再編成まで知らずにいた。大河の必殺技であるチタンヘッド・ドライバーの唯一の伝承者でもあり、大河のことを男性として意識している節がある。
EI-18事件でマイクロゾンダーに寄生された際にはどじょう掬いを披露。
数納鷹泰（）
声 - 柏倉つとむ
護のクラスメイト(物語開始時)。
家庭が金銭的に豊かで小学生には似つかわしくない高価なものを持ち歩き、やたらと見せびらかしては自慢することが多いが、その度にレイコに言い負かされている。泣き虫。後に護、華、末男と共に少年GGG隊員となるも、高校卒業後は大学生となっていた。
狐森レイコ（）
声 - ならはしみき
護のクラスメイト(物語開始時)。
高飛車な性格の女王様タイプだが見た目に反して怪力の持ち主。愛称はこもりん。凱のことを「チョベリカチョロン様（超ベリーカッチョいい超ロン毛様の略らしい）」と呼んで憧れている。そのため、命に対して、勝手にライバル意識を持つ。
鷹泰以上の金持ちだが彼の自慢話を言い負かす場合は基本的に「口」のみであり、鷹泰のように高級品を見せつけることはしていない。実際には彼女の家はとうの昔に没落しており、現在は質素な生活を送っていることが、ドラマCD3において判明した。また、クラスメイトで唯一真実を知っている末男が他言無用でいることから内心では彼に惹かれている。後に護、華、末男と共に少年GGG隊員となるも、高校卒業後はわかば、たまよと共に女子大に進学。
鈴木わかば（）
護のクラスメイトでレイコの取り巻き。体型は末男とほぼ同じ。
手里たまよ（）
護のクラスメイトでレイコの取り巻き。無口な性格。
先生
声 - 山田美穂
小学生時代の護たちの担任の女性教師。本名は不明。
ゾンダー事件に幾度となく巻き込まれるが生徒の避難を優先する責任感を発揮。ただし、マイクが臨海学校に遊びに来た際には驚きのあまり、気絶している。
戒道夫人（）
声 - 森沢芙美
戒道の養母。
阿蘇山麓にて生後間もない乳児を保護し、幾巳の名を与え、我が子として育てた。元々夫はいないため、母子家庭である。戒道とは互いに親子の絆を作っていくも息子との別れの日が来ることも予感していた。東京大決戦で戒道が消息を絶った後は、彼の無事を祈りつつも、海岸で涙する日々を過ごしていた矢先、腸原種に融合され、戒道への切り札に利用されてしまう。戒道の手で助けられた後は、元の生活に戻る。
家庭はあまり裕福ではなかったようで、戒道によればテレビを拾ってきたり、映りが悪くなると蹴とばすなどしていた。
『FINAL』では入院生活を送っていたが、遊星主との戦いを終えて、地球に帰還した戒道と本当の再会を果たす。小説版では自身が入院中に戒道が帰ってきても良いように信用できる人たちのメモを自宅に残していたことが描かれた。
牛山三男（）
牛山兄弟の三男で中学生。
眼鏡をかけており、ミリタリーに関しては海軍派。
牛山兄弟で唯一GGG関連に関わらず、大学院に進みフィールドワークで世界中を飛び回っている。気弱で繊細な草食系男子。海外で助けられた縁でチャンディーとケイと行動を共にしており、覚醒人V2強奪にも関わる。
風祭スミレ（）
声 - 日高奈留美
凱と命の高校時代の後輩。現在はGパーク・シーの水族館で鯱のヴァルナーの飼育員として働いている。命と同じく新体操部に所属していた。
1年前に別の水族館で働いていた際、遠足に来ていた護たちと知り合い友達になった。
『BLOCKADED NUMBERS』と『FINAL』に登場。
楊美鈴（）
龍里の妻。『FINAL』第2話に登場。
龍里と共にQパーツ実験に立ち会い、護（レプリジン）の襲撃に見舞われながらも我が子を手放さなかった。
楊の子供
楊夫妻の子供で赤ん坊の男児。
両親と共にQパーツ実験に立ち会った際、護（レプリジン）の襲撃に見舞われるも風龍と雷龍に守られる。

## 緑の星
カイン
声 - 千葉耕市
ラティオとしての護の実父で緑の星の指導者。
ゾンダーの侵略による三重連太陽系滅亡を受け、ラティオとオリジナルGストーンをギャレオンに乗せ、脱出させる。
ギャレオンの中に人格が複製されているもののパスダーとの戦いで受けた損傷が激しかったため、護がオリジナルGストーンを得た時とザ・パワーのエネルギーを借りた時のみ表に現れ、護の力の封印を解いていった。
三重連太陽系の滅亡が予想された際、自身は平和的な他の次元宇宙への移住を主張し、他の次元宇宙を滅ぼしてでも存続させようとする赤の星のアベルとは反目。これがソール11遊星主への対抗策として、ジェネシックを作り出した理由であることが、『FINAL』ノベライズ版の下巻にて触れられている。
マザー
声 - 池田昌子
カインの妻でラティオとしての護の実母。
夫同様に機界昇華されてしまったが、その意識はGクリスタルのマザーシステムとして残っており、遊星主大戦において、命をジェネシックドライブに導いた。
テレビシリーズでは第37話と第46話のイメージシーンのみでの登場であり、台詞があったのはOVA第6話のみ。また、本名は最後まで明かされなかった。

## 原種
Zマスター
声 - 吉田古奈美、緒方賢一
原種の集合体で、全ゾンダーのシステムを統べる存在。体の各部位に原種が潜み、31体の力を行使可能。木星と体を接続し、ザ・パワーの莫大なエネルギーを得て勇者たちをも凌ぐ超巨大なエネルギー生命体と化す。同じくその力を得た勇者たちを圧倒、ESウィンドウを通し地球にゾンダー胞子を送ることに成功するも、最終的にはキングジェイダーによる臨界点の暴走で消滅。ゾンダークリスタルに変化後、護の手で完全に消滅させられるが、その間際に「我は滅ぶ。だが…」と言い残す。
ZX-07 腕原種（）
声 - 茶風林
機界最強7原種（ZX-07～13）の一体で事実上のリーダー格。武闘派である半面、戦略家としての一面も持つ。戦艦ニュージャージー、エジプトのピラミッド、太陽観測衛星およびエウロパと融合し、右腕から強力な超重力波を振るう。7原種の中では唯一木星決戦まで生き残り、キングジェイダーからクリスタルを奪い返してZマスターに姿を変えた後、素体はザ・パワーの力で一気に完全体ゾンダーに進化。素体は筋肉質の巨漢で、名前はアームストロング。ZX-01 巨腕原種と「腕」の一字が重複するが、巨腕原種は英字名が「HAND」であり「手」を司る。
素体となったアームストロングは浄解される描写が無く生死不明だったが、米たにヨシトモのTwitterにおいて生存が明言され、ノベライズでその描写を入れる予定だったがお蔵入りになったことが明かされた。その後『覇界王 ～ガオガイガー対ベターマン～上巻』収録の書き下ろしにおいて、機界新種の別個体となるも戒道によって晴れて浄解を受け、記憶の回復と共に新天地での新たな生活を得ていたことが描かれた。
ZX-08 爪原種（）
声 - 谷山紀章
スキンヘッドのニューハーフ風の男性に融合した原種。右手の長い爪はあらゆる物質を切り裂くことが可能。オービットベースにて耳原種と共にGGGメインスタッフたちを襲うが、その際に命の姿を見て「おや？その人間は…」と後の伏線になる発言をしている。
ZX-09 耳原種（）
声 - 小西克幸
パンクロッカー風の男性に融合した原種。大きな耳には大量のピアスが備わっており、これを人間の額に打ち込むことで自在に操る。
ZX-10 瞳原種（）
声 - 伊藤舞子
ドレス姿の少女に融合した原種。索敵や行動予測能力に優れる。オービットベース襲撃時には腕原種に同行し、凱やソルダートJと戦うこれを援護した。
ZX-11 腸原種（）
声 - 森沢芙美
戒道夫人に融合した原種。普段は目深にかぶったフードで顔を隠しており、腹から伸びる腸管でマイクロブラックホールを形成、これを武器とする。7原種によるオービットベース襲撃作戦ではこれに同行せず、自身が奪取したベロー・ウッドの艦内にて人質たちのもとに留まった。その素顔は初見では戒道を動揺させたものの、チチェン＝イッツァでの再対決時には通用せず、原種核の浄解と同時に養母の身柄も解放された。
ZX-12 肋骨原種（）
声 - 岩田光央
サラリーマン風の男性に融合した原種。腹より伸ばした肋骨から放つ波動は、あらゆる物質を原子レベルにまで分解する。オービットベース襲撃作戦では、基地を覆うプロテクトシェードの粒子単位の隙間をその能力ですり抜け、肝臓原種と共にアマテラス内の勇者ロボたちを襲った。
モデルは本作品の脚本家の一人・北嶋博明。
ZX-13 肝臓原種（）
声 - 江川央生
恰幅のよい紳士風の男性に融合した原種。原子レベルまで分解された物質を瞬時に再生する能力を持ち、自身も含め肋骨原種に分解された原種たちもオービットベース侵入後にこの能力で復元した。
モデルは本作品の脚本家の一人・竹田裕一郎。
ZX-31 心臓原種
声 - 石井康嗣
31原種の指令塔的存在でZマスターの中核。外側の人格とは対照的に穏やかな口調で喋る。自分の前に立ちはだかる凱に対して「宇宙に平和をもたらすには全ての知的生命体はマイナス思念を持たない機界生命体に進化させるべき」というゾンダー本来の目的を説く。戦闘時は強大な重力波で相手を拘束し、鞭のような血管部分から赤い光弾を発射する。スターガオガイガーを苦戦させるが、GGG勇者ロボ軍団の連続攻撃で動脈に穴を空けられ、そこから侵入したキングジェイダーによりザ・パワーを暴走させられたことで中枢部崩壊に繋がった。
パリアッチョ
声 - 吉田古奈美
ピエロ姿の女性の風貌をした生体データベースで、パスダーの核より収録した情報を引き継ぎ原種に指令を与える。移動する際には、乗っている玉に自身を収納し飛ぶ。考えを読みづらい性格で、無機質に命令を下していた。その正体は心臓原種の端末の一つ。終盤で本体と融合し、最終決戦の末にZマスターもろとも滅びた。
パスダー
声 - 緒方賢一
原種の尖兵として、地球に現れたゾンダリアン。別名・EI-01。
心臓原種の端末の1つであり、巨大な顔の姿をしているが立体映像にすぎず、ゾンダーシップやゾンダリアンタワーこそが本体。
2003年にゾンダーシップの姿で地球に赴いている最中にギャレオンの攻撃を受けて、ゾンダーシップを失いながらも地球に辿り着き、東京タワーの地下に潜伏後、ゾンダリアンタワーとゾンダーメタルを作り上げた。地球飛来時に凱が操縦するスピリット号と衝突し、凱に瀕死の重傷を負わせ、人間の身体を捨てざるを得なくし、命の両親の命を奪った上、新種の種子も植え付け、ゾヌーダが生まれるきっかけを作る等、物語の全ての元凶でもある。
機界四天王が敗れた後は魔王サタン（スワン談）のような姿をしたゾンダーロボに変身。東京を宇宙船に改造し、それで宇宙へ脱出しようとする。GGG機動部隊との戦闘では東京中の電力を味方につけていることもあって、優位に立ち、対消滅攻撃で機動部隊を追い詰めていくが弾丸Xにより強化されたガオガイガーたちに押されていき、コアのある部分にゴルディオンハンマーを受けて撃破されるもコア自体は辛うじて脱出に成功し、パリアッチョに回収された。Zマスターと融合した際、その意思として復活を果たすもその時の戦闘で今度こそ消滅する。

### 機界四天王
ピッツァ
声 - 真殿光昭
機界四天王の一員。
赤い仮面の鳥人のような姿をしており、人間態の際は仮面の部分は帽子になる。
戦士であると同時に戦略家でもあり、「空は良い」という口癖が表すように空をこよなく愛し、主に空戦タイプのゾンダーを生み出す。イゾルデの件以降、凱をライバル視するようになる。
故郷の星が機界昇華され、記憶も失うが戦士として生きて死にたい一心からペンチノンの誘いを受け、ゾンダリアンになった。このため、四天王ではゾンダリアン歴が最も短く、「遠い昔の記憶」という意識に時折悩まされる。
東京メタルプラント作戦ではHSTと融合し、EI-26へと変化。乱気流を利用したガオガイガーの零距離ブロウクンマグナムとゴルディオンハンマーに敗北しながらも生き延び、凱に挑むもハイパーモードの前に敗北。その戦いで記憶を取り戻し、パスダーに特攻しながらも返り討ちに遭い、火の鳥の姿で死を待ちながら空を漂っていたところ、戒道の浄解で真の姿であるソルダートJとして復活する。
プリマーダ
声 - 紗ゆり
機界四天王の紅一点。
自動車のパーツを纏った姿をしており、人間態はワンピースと帽子を纏う。
自ら「愛の踊り子」を名乗り、踊るように動き、主に車両や内燃機関のゾンダーを生み出す。GGGのロボットをブサイクと捉える一方、角ばったロボットに対しては美しいと言い放ち、ゾンダーロボに名前をつけたりと周囲とは異なった美的感覚を持つ。ゾンダリアン化前はポロネズの妻だったため、彼と2人でいることが多い。
東京メタルプラント作戦では首都高速道路や自動車群と融合し、EI-29へと変化。EI-28に姿を変えたポロネズと共に計画を推し進めるも超竜神のダブルトンファーでEI-28と衝突させられて、ゾンダーロボの姿を失う。行動不能になった超竜神へ襲いかかるも剥き出しとなったGSライドの波動を受け、ポロネズに救出されるが時すでに遅く、「あなた…」と言い残しながら消滅。
ソルダートJと腕原種の回想では彼女と同型のゾンダリアンが多数登場している。
ペンチノン
声 - 柏倉つとむ
機界四天王の1人。
一つ目玉と歯車の軸のような一対の腕と錨のような一対の腕の計四本の腕を持った船のような姿をしており、人間態はセーラー服姿の不気味な顔にマスクをした船乗りの姿で常に何かに座っているのが特徴。
「ウリリリリリリィ!」という奇声を上げたり、船の汽笛のような笑い方をするものの冷静沈着な戦略家であり、主に水上・水中戦タイプのゾンダーを生み出す。ピッツァが凱をライバル視するように自身もイゾルデの件以降、ボルフォッグをライバル視するようになる。
東京メタルプラント作戦では海自のはるな型護衛艦と融合し、EI-27へと変化。ビッグボルフォッグのガンマシンを破壊するが自爆装置が起動した多次元諜報潜水艦を吸収したために爆発を起こす。その正体は赤の星で生み出されたジェイアーク級戦艦の生体コンピューター・トモロの変化体で今度は自分がピッツァことソルダートJと戒道に救われ、本来の任務に復帰する。
ポロネズ
声 - 塩屋浩三
機界四天王の1人。
芋虫頭にカブトムシのような角の付いた駅長の姿をしており、人間態は帽子とサングラスと髭面のダンディーな紳士。
常に丁寧な口調で話し、汽笛の音がするパイプを吹かせ、主に機関車や新幹線などから鉄道車両のゾンダーを生み出す。ゾンダリアン化前はプリマーダの夫であったと同時に紫の星の科学者であったらしい。
東京メタルプラント作戦では山手線と融合し、EI-28へと変化。超竜神の手でEI-29（プリマーダ）と衝突させられて、ゾンダーロボの姿を失う。プリマーダ消滅後に撤退するも護に浄解され、彼に感謝しつつも自分が戻れないことを告げて、消滅の運命を受け入れた。

## 赤の星
ソルダートJ
声 - 真殿光昭
戒道によって浄解された、ピッツァ本来の姿。赤の星によって原種と戦うために生み出された、31人の生体サイボーグからなる「ソルダート師団」の生き残り。単体での飛行能力も有する。誇り高き空の戦士であり、正々堂々を良しとする。師団最強の戦士であり、本名は「ソルダート No.J-002（ナンバージェイダブルオーツー）」だが、今では、その名で呼ぶ者は、彼の過去を知る一部の者だけである。ソルダートはイタリア語で「兵士」の意。普段は「J」と呼ばれる。武器は両腕部装甲下に一基ずつ収納されているプラズマソード・ラディアントリッパー。
凱とのライバル関係は変わらず、原種という共通の敵を持ちながら「この星（地球）の運命など知ったことか」と地球防衛には関心がない態度を見せるも「原種は完全には目覚めていない状態なので、地球人にも勝ち目がある」と助言し、七原種戦以降はGGGと共闘することも少なくなかった。Zマスター戦では最強勇者ロボ軍団のことを初めて「勇者」と呼び、素直に共闘する。Zマスターへの攻撃の際に我が身を投げ打ってGGGの活路を開き、凱に「決着はいずれつける。貴様も死ぬな…」と激励の言葉をかけて生死不明となった。
その後、宇宙の果てへと飛ばされ、宇宙全体が収縮を始めていることを確認。その原因がソール11遊星主であることを確認するが、彼らに感づかれ捕らわれてしまう。その寸前に戒道を脱出させ、地球に危機を知らせる役目を託した。
遊星主大戦では当初は捕虜とされ拘束されていたが、レプリ地球において、ルネのGストーンにより拘束から解放。遊星主への反撃を開始した。
トモロ0117
声 - 柏倉つとむ
戒道によって浄解された、ペンチノン本来の姿。赤の星で作られた31隻の対原種用ジェイアーク級超弩級戦艦の生体メインコンピュータ。青の星での再結成時にはJの戦闘をサポートする。ジェイキャリアモードでは戦艦の指揮を担当。武器管制のバックアップも受け持つ。
ペンチノン時代のライバルであるボルフォッグとは互いに「かけがえのない友人」となった。
ソルダートNo.J-019
声 - 真殿光昭
ソルダート師団の生き残り。
J-002同様にゾンダリアン化するが、J-002が腕原種との戦いの最中、対消滅前にJジュエルが破損し、彷徨っていた所をペンチノンから誘われ、戦士として生きることを望み、ゾンダリアン化したのに対し、こちらは強くなることを望み、自らJジュエルを破壊し、黒いソルダートJの姿をしたゾンダリアンに変貌。原種の命ずるがまま、破壊活動を行う最中、主なきジェイバトラーを得る。その力は、原種にも匹敵する程になった。
大戦を生き残った女性型アルマを自ら殺めたことで全ての記憶が戻るも束縛は解除されず、自らの罪であるアルマを模したアンドロイドを戦艦の玉座に置き、遥かな時の果て、ジェイアーク抹殺を望む腕原種に呼ばれ、青の星へ訪れる。戒道の手で浄解されかけるが、原種たちの真の目的である「アルマは原種と対消滅する存在でもあるゆえに、原種級のJ-019を浄解させて、戒道を消す」ための罠であったことから、それに気づき、浄解をやめるように言い、Jのラディアントリッパーで介錯してもらった。その亡骸は女性アルマやジェイバトラーの残骸と共に太陽で火葬される。
コミック『勇者王ガオガイガー外伝 キングジェイダー -灼熱の不死鳥-』ではソール11遊星主によりレプリジンとして復活し、パルパレーパにケミカルボルトを打ち込まれ、その先兵として再度J-002に襲い掛かるが敗北。最終的に体が崩壊し死亡した。
アルマ女性体
機界昇華を生き延びたアルマの一人。戒道とは違い女性である。
戦後、ある星にいた所をゾンダリアンとなったJ-019によって殺害される。以降、J-019は自分の罪を忘れないために彼女を模したアンドロイドを作った。最終的には、J-019やジェイバトラーの残骸と共に太陽で火葬される。

### ソール11遊星主
パルス・アベル
声：紗ゆり
三重連太陽系のひとつ赤の星の指導者「アベル」を基に作られたプログラム。少女のような容姿だが、性別不明。遊星主たちのリーダー格として、ピルナス、ピア・デケムと行動を共にする。性格は冷酷非情で目的遂行を優先し手段は選ばない。この性格がオリジナルからなのか、プログラム故かは不明。アルマ同様サイコキネシス能力を有し、外套を広げると多数の重火器が現れ、その中は裸。決戦時はピア・デケム・ピークに座乗し、対キングジェイダーの指揮を執る。アベルを元にしたプログラムであるため、全てのJジュエルの緊急凍結コマンドを実行する権限を持つ。自分の意に沿わないJ-002のことを欠陥品と呼んだが、その彼からは逆に生みの親のコピーであるにもかかわらず、「不良品」「害虫」などと蔑称される。
パルパレーパ
声：梁田清之
蝶のような翼と右腕に注射器とメスを組み合わせた剣を持つ医者に似た姿をした遊星主。常に高い位置から相手を見下しながら自分たちを神と豪語し、強者こそ生き延びる権利があると主張する傲慢な武断派で、遊星主の中でも戦闘の要的な存在である。ラウドは右目の眼帯部にある。人の中枢神経を麻痺させるパレッス粒子や対象の肉体を当人の意思とは関係無く操るケミカルボルトなどのケミカル攻撃を得意とする。戦闘時には分子配列型巨大球体とケミカル・フュージョンすることによりメカノイド「パルパレーパ・プラス」に、その背部のシリンダータイプカーベタを自身の体に突き刺し己の体内にケミカルナノマシンを注入、強化形態「パルパレーパ・プラジュナー」に変化する。
ピルナス
声：半場友恵
パルス・アベルの護衛を任務とする遊星主。蜂の羽と針を生やしボンデージファッションのグラマラスな女性の姿をし、自身を「美と快楽の女神」と称する性格はサディスティックで冷酷非情。左腕に火炎放射器を備え、鎖を使い相手を締め上げて相手の苦痛や悲鳴を己の快楽として心底いたぶることを楽しむ。しかし、死ぬ寸前まで追い詰めることを楽しむあまり拷問をやめてしまうな性格が災いし、結果的にキングジェイダーの復活を促してしまう。仮面の裏には人形のような素顔を持つ。
ピア・デケム
アベル、ピルナスと行動を共にする大鎌を携えた死神騎士姿の遊星主。呼吸音のみで言葉を話せないが単体でも強大な戦闘力を持つ。普段巨大空母ピア・デケム・ピットの制御を担当、戦闘時には乗艦とギガ・フュージョンしジャイアントメカノイド「ピア・デケム・ピーク」と化す。素体時にはピルナスと共にJやルネを幾度も襲い、苦しめる。母艦内部にはパルス・アベルの手によって捕らえた幾巳を生体ユニットと同時に人質として取り込んでおり、レプリアルゼンチンのロス・グラシアレスにて、GストーンとJジュエルの共振により復活を遂げたキングジェイダーとの死闘を展開する。
ペイ・ラ・カイン
声：千葉耕市（FINAL.04）→大木民夫（FINAL.06、08）
護の実父にして緑の星の指導者であったカインを基に造りだされた恒星系再生復元プログラムの一員。外見はカインと変わらないが、断末魔に見せた本来の姿は人形のような姿をしている。オリジナル同様ギャレオンとフュージョンすることが可能らしくヘルアンドヘヴン・ウィータをも使えるが、パルス・アベルやピルナスと同じくパーツキューブとフュージョンする能力は無い。三重連太陽系再建後に再生させた民衆たちの指導者となることが想定されていたらしい。しかし、ノベライズ版『FINAL』によれば本来は遊星主が暴走した際の安全装置として組み込まれ、その時には彼がジェネシックとなって遊星主と戦う予定だったとされるが、護のレプリジンのようにプログラム操作されたのか、一貫してパルス・アベルの下僕として行動、目的の完遂のため、ジェネシックギャレオンへの抑止策として、逆にGクリスタルに眠るギャレオンを奪取しようとする。ジェネシック復活後は軌道上で護と死闘を繰り広げる。
ピサ・ソール
長髪の女性に酷似した遊星主で、事実上の中枢。パスキューマシンを用いた物質復元装置とフュージョンすることで本来の姿である恒星サイズの再生マシンへと変貌する。機界昇華時、唯一生き残り、他の主を再生させ本来の使命を実行する。ベターマン・ルーメに似ている。ピサ・ソールがある限り、遊星主たちは何度傷つき破壊されようとも完全修復、大量増殖することが可能だが、大量再生した後はエネルギーチャージの充填により再生不能になる。強力なレプリションフィールドで常に覆われており、外部からの侵入を妨げるが、これも大量再生時には消滅する。単体では戦闘能力は持たず、他の10体に護られている存在。
ピーヴァータ
プラヌス
ペチュルオン
ペルクリオ
ポルタン
共に素体時の風貌はマントで覆われており不明。詳細は勇者王ガオガイガーシリーズの登場メカ#ソール11遊星主を参照。

## バイオネット
プロフェッサー・モズマ
声 - 市川治
バイオネットの総帥。number 41.5に登場。
ジュピターXと融合したモモコによって消滅させられた。
フレール・カーディフ
『獅子の女王〈リオン・レーヌ〉』に登場。雷牙の妻の1人でルネの母親。
バイオネットのエージェントとして、雷牙に近づくも彼を本当に愛してしまい、ルネを身籠った後、雷牙の前から姿を消す。ルネを女手1つで育てながら格闘技も教えるがルネが14歳の時にバイオネットのラプラス博士とメビウス教授の手で裏切り者として射殺されてしまう。
アニメではOVA第7話のエンディング映像にのみ登場。
ギムレット
声 - 青野武
国際シンジケート・バイオネットの幹部で科学者。
醜い素顔を隠すために仮面を着用し、魔法使いや道化師を思わせる風貌をしており、紳士的な態度とは裏腹に狡猾で残忍。口癖は「いけませんねぇ」。
新型ガオーマシン強奪の首謀者であったが香港にて、それらを奪還された上、自分の要塞もろともガオファイガーの一撃で吹き飛ばされ、バイオネットの技術でメタルサイボーグとして生まれ変わった。
Qパーツを強奪し、その力を利用して、ギムレット・アンプルーレになるがガオファイガーにより機体は消滅。命乞いもむなしく、ルネのバズーカ砲で止めを刺される。
ファッションデザイナーの夢に挫折したという過去があり、拉致した命に様々な衣装を着せてうさ晴らしをしていた。
ラプラス博士、メビウス教授
『獅子の女王〈リオン・レーヌ〉』に登場。バイオネットの幹部の科学者たち。
自身の科学に狂気的な思想を持ち、自身の脳神経を機械のボディに移植している。ルネを不完全なサイボーグに改造した張本人でもある。
フツヌシ事件にて光竜を洗脳し、封印されていたディビジョン艦・物質瞬間創世艦フツヌシの制御コアに組み込み、フェイクGSライド、フェイクGSライドを搭載した巨大兵器Gギガテスクを創世し破壊の限りを行うが、光竜はルネと闇竜によって奪還されてしまい、最終的にはガオガイガーが装備したハイパーツール・モレキュルプラーネによってGギガテスクごと消滅した。
鳥羽操
『獅子の女王〈リオン・レーヌ〉』に登場。
シュヴァルツェ・オイレ
『獅子の女王〈リオン・レーヌ〉』に登場。
鰐淵シュウ（）
バイオネットの一員。『エヴォリュダーGUY』に登場。
プロトタイプ・メタルサイボーグであり、首から下は触手が束ねられたような姿をしている。組織では珍しく、正々堂々とした人物であり、勝利のためなら己の命をも顧みない高いプライドの持ち主。
高校時代は凱と命の友人であり、凱とはスポーツや勉強のライバルだったが一度も勝つことができず、凱に全てをかけた決闘を挑み、凱もシャトルフライトを終えた後に受けることを約束したがパスダー飛来によるシャトル事故により、凱との決着という目標を失う。その後、死んだはずだった凱がサイボーグとして復活したことを知ると凱と戦う力を得るためにバイオネットに加わり、自らの命を削ることを覚悟でメタルサイボーグとなった。
ガオファーとガオーマシンを奪取することに成功し、凱を越えるためにガオファイガーへの合体を決行。その最中に凱が自分との決闘の約束を覚えていた事を知り、「勇者」という言葉も送られるが合体の負荷に自身の肉体が耐えきれず、四散してしまう。

## ID5
猿頭寺耕市（）
声 - 柏倉つとむ
猿頭寺耕助の父親でID5ではブルーモンキーと名乗っていた。number 41.5に登場。
天才的な才能を有するシステムエンジニア兼プログラマーであり、GGGが使用するコンピュータのオペレーションシステムは彼のプログラミングで開発された基本OSが組み込まれたものである｡
1995年のバイオネットからのジュピターX奪回作戦時に仲間たちを守るべく、兵士を道連れにする形で自爆・殉職した。
久我モモコ（）
声 - 鶴ひろみ
ID5の紅一点でコードネームはピンククーガー。number 41.5に登場。
若くして、内閣調査室随一の爆発物のエキスパートと称される通り、爆弾作りが得意で趣味にまでしている少々危険な人物。勇猛果敢で冷静な判断力と確固たる決断力の持ち主であるが基本的に可憐な少女で繊細な心の持ち主。大河や火麻を「ニイチャン」と呼んで親しんでいた。
1995年のバイオネットからのジュピターX奪回作戦時に死亡したかと思われていたがモズマの手でサイボーグとして復活し、大河と火麻と再会。モズマのメンテナンスなしでは生きていけない身体ゆえに自由を求め、ジュピターXと融合するも暴走の末に死亡。
大河が晩婚だったのも火麻が40代の現在でも独身なのも彼らが内心では彼女に想いを寄せており、行方不明になった彼女の死を長年受け入れられなかったからである。
カースケ
声 - 吉田古奈美
ID5メンバーのハシブトガラスでコードネームはブラッククロウ。number 41.5に登場。
バイオネットの遺伝子操作により、人間と同等の知能を有し、言語による人間との意思疎通も可能。大河に保護された後、ID5の一員となり、追撃・潜入捜査・偵察任務を主とする。
1995年のバイオネットからのジュピターX奪回作戦時に追い詰められた仲間たちを逃がすべく、自ら囮となるがバイオネット兵士からの火炎放射器による反撃の前に殉職した。この事を大河と火麻は現在でも引き摺っており、「食事の際には焼き鳥、唐揚げ、フライドチキンといった鶏肉料理は絶対に口にしてはいけない」という暗黙の掟がある。

## その他
獅子王絆（）
声 - 吉田古奈美
凱の母にして、麗雄の妻。
木星探査船ジュピロスVに乗船するが事故により死亡し、ザ・パワーの力で精神生命体になる。その力を以てしても遠く離れた凱への意思伝達は極めて断片的なものとなり、凱が宇宙にいる場合に限りその画像回路へ自身の感情を象った3つの分身の姿を状況に応じて送信していた。
設定上では、分身たちの名前はクスクス（笑顔、衣装はモスグリーン）、ムカムカ（怒り顔、衣装は赤）、メソメソ（泣き顔、衣装は緑）とされている。
公式HPによると『ベターマン』のカクタス・プリックルやパピヨンとは有人木星探査計画のメンバーという縁もあった。
ガガガッチ
声 - 半場友恵
ロボットアニメ作品『熱血勇者マン ガガガッチ』の主人公。
他にはお供ライオンのギャレボンやライバルのキングスノーがいる。ちなみに『ベターマン』において、劇場版のポスターが登場。
同作品のプロデューサー（声 - 稲葉実）は、腕原種の手でEI-74に変えられた。
ロゼ・アプロヴァール
声 - 有馬瑞香
国連事務総長兼国連最高評議会議長。フランス出身。GGGの直属の上司に該当する。
老齢ながら冷静にして剛胆な人物で高いカリスマ性を持ち、判断力にも優れる。さらに各国要人との間にも広い人脈を有する。大河や火麻とは旧知の仲で大河を「幸太郎坊や」火麻を「激坊主」と呼んでいる。長官不在時のGハンマー・F.F.・各種ハイパーツール群の使用許可を出す権限を有し、G・クラッシャーの発動にも彼女による許可が必要不可欠である。
初登場はPS版43.2話。アニメ本編への登場は『FINAL』のみ。
木星のザ・パワーをエネルギーとして利用しようとする国連会議の最中、宇宙収縮現象の報告を聞き大河を鶴の一声で静止し、裏から楊司令たちに手を回しクーデターと称して手配を済ませ、GGGを追放処分として大河たちを宇宙に送り出した。
ベターマン・ラミア
声 - 子安武人
「GRAND GLORIOUS GATHERING」「覇界王」に登場。『ベターマン』からのゲストキャラクター。
レプリ地球にいるパピヨンとセンシングマインドを通じて邂逅。
ナレーション
声 - 小林清志
『プロジェクトZ』『覇界王ドラマCD』をのぞく、本作品の語り部役。
劇中の状況や新出用語などを解説。OP映像ラストの「これは人類存亡をかけて戦う熱き勇者たちの物語である」、次回予告の「君達に最新情報を公開しよう」「次回もこのチャンネルでファイナル・フュージョン承認！」「これが勝利の鍵だ」等が決まり文句。劇中の人物と絡むことは特になかったが唯一の例外として、最強キャラクターセットVol.4『光竜＆闇竜編』の予告では錯乱状態で歌い続けるソルダートJにナレーションを妨害された挙げ句、「えーい、うるさい！」と一喝して、これを黙らせている。
CDアルバム『ガ王 勇者王誕生！ 10連発!!』では主題歌「勇者王誕生！」歌唱指導カラオケにて指導役を担当。